# فينير سوبرسبورت
فينير سوبرسبورت (بالإنجليزية: Fenyr SuperSport)‏ هي سيارة لبنانية من إنتاج دابليو موتورز في الإمارات العربية المتحدة وهي من السيارات محدودة الإنتاج. تم كشف النقاب عنها في معرض دبي الدولي للسيارات عام 2015. اسم السيارة فينير, يأتي من كلمة فنرير, وهو مشتق من وحشية الذئب في الميثولوجيا الإسكندنافية. والتي من المقرر أن يصل إنتاجها إلى 25 وحدة سنويا، بزيادة 7 سيارات عن سابقتها لايكن هايبرسبورت
.
سعر فينير سوبر سبورت من المتوقع أن يصل إلى بمبلغ 1.9 مليون دولار

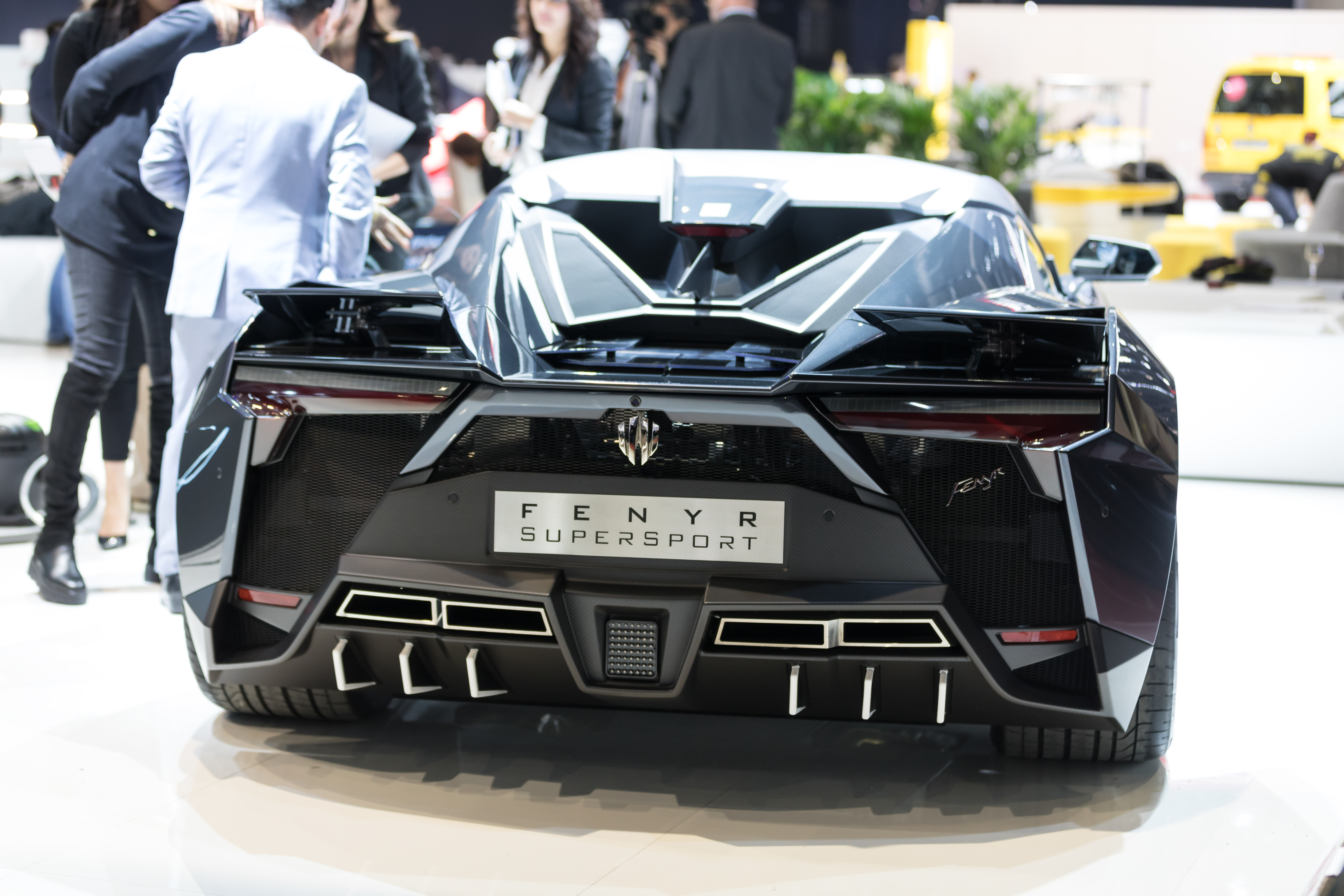
المظهر الخارجي.

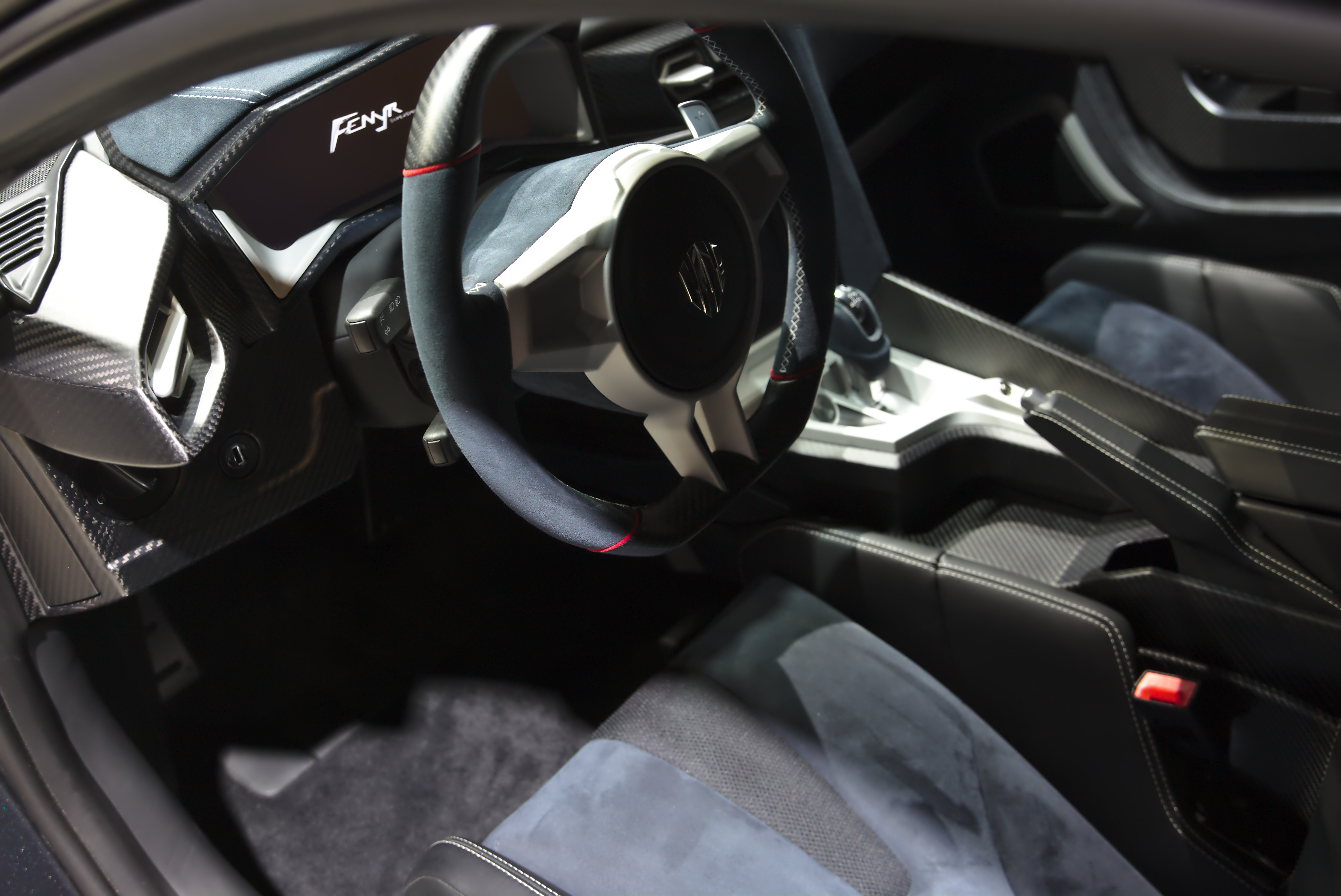
المقصورة الداخلية للسيارة.

.

## روابط خارجية
- دبليو موتورز - الموقع الرسمي